# Abigail Chaves
Abigail Paola Chaves (San Isidro Provincia de Buenos Aires, Argentina, 11 de julio de 1997) es una futbolista argentina que se desempeña como portera. Actualmente juega en el Universidad de Chile de la Primera División de Chile. Es internacional con la Selección Argentina.

## Inicios
Dio sus primeros pasos con la pelota de fútbol en su infancia, jugando con los amigos del barrio a la vuelta de su casa, muchas veces a escondidas de la familia, debido a que consideraban que el fútbol era un juego de hombres y Abigail estaba entrando en la adolescencia, hasta que a los 12 años comenzó jugar al vóley.
Sus primeros equipos fueron de clubes en la zona donde residía, y luego a partir de sub-16, en el Club Social y Deportivo Pinocho, en el barrio de Villa Urquiza en la ciudad de Buenos Aires.
Uno de los primeros deportes que comenzó a ejercer en el Club Pinocho, fue el vóley. Hasta ese entonces el fútbol era algo que practicaba en la calle con sus amigos. En primera instancia Abigail comenzó a desarrollarse en atletismo en La Calandria, una sociedad de fomento en Villa Adelina, la práctica del atletismo se desvaneció cuando vendieron el predio y no quedó otra opción que tener que elegir vóley en el club ya que era la unicá actividad que quedaba para mujeres según comentó para la página "Somos Vóley". 
En La Calandria se mantuvo algunos años hasta que luego llegó a Progreso Santa Rita, perteneciente a la localidad de Boulogne.
En su último año de sub-16 y por recomendación de su profesor, realizó la prueba en el Club Social y Deportivo Pinocho logrando quedar en el plantel.

## Trayectoria deportiva
En el verano de 2015, estando en el club Pinocho, tuvo la posibilidad de ingresar al fútbol grande. Para ese entonces trabajaba en el club y jugaba al fútbol, el marido de su jefa, le insistió para que realizara la prueba en Boca Juniors ya que tenía contactos dentro del club.
Las pruebas se concretaron al día siguiente y fue acompañada de la mano de su descubridor Jorge Giordo. En el club la vieron con altura y con reflejos de vóley y le propusieron probarse bajo los tres palos en el puesto de arquera y aceptó. Al club le gustó y firmó inmediatamente, llevándose así los papeles e informando a la familia de lo sucedido y obteniendo el visto bueno por parte de ellos para que prosiga con el fútbol.
Hubo un momento crucial en la vida deportiva de la jugadora, ya que siguió realizando los dos deportes en simultáneo, por un lado era la arquera de Boca Juniors y en paralelo seguía su trayectoria como jugadora de vóley en el club Pinocho. Esto trajo aparejada cierta superposición en momentos desafiantes para ella. En la segunda mitad de ese mismo 2015, con la clasificación de Pinocho a la Copa Argentina Sub-18 y su convocatoria a la selección femenina de fútbol de Argentina. La competencia en la localidad Chapadmalal, provincia de Buenos Aires, donde tenía que jugar el Club Social y Deportivo Pinocho coincidió en su día final con el inicio de un viaje a Santa Fe con la selección argentina. De esta forma la jugadora fue a la Copa y se volvió un día antes. La contracara de esta situación es que consiguió con el tiempo complementar ambas actividades.
En el 2016 se sentó por primera vez en el banco en el debut de Meloni como director técnico de Boca Juniors, de esta manera comenzó su carrera como una de las Gladiadoras. Al principio tuvo a Camila Roma por delante pero luego ocupar el puesto de arquera Elisabeth Minnig. En algunas temporadas también alternó con Jole Riolfo. En el último torneo se turnó con Dulce Tórtolo ya que la titular fue Laurina Oliveros. 
El 26 de marzo de 2017, con tan solo 18 años, ingresó por Elisabeth Minnig a los 29′ del segundo tiempo haciendo su debut con la camiseta azul y oro.
El 9 de marzo de 2019 se dio un encuentro histórico debido a que el equipo femenino de Boca Juniors por primera vez jugó un partido oficial en La Bombonera, en el marco de una iniciativa por el Día Internacional de la Mujer. Se enfrentaron al Club Atlético Lanús en la quinta fecha del campeonato, Abigail Chaves fue la arquera suplente de dicho encuentro.
El 9 de agosto de 2019, después de 28 años el fútbol femenino, Boca se profesionalizó y Abigail Chaves firmó su primer contrato profesional entre otras 18 jugadoras más de la institución.
El 22 de agosto de 2020, después de 4 años se confirmó la baja de Abigail Chaves del Club Atlético Boca Juniors para tomar nuevos rumbos.
El 16 de septiembre de 2020 se confirmó la incorporación de la arquera, para pertenecer a "Las Santitas" en el Club Atlético San Lorenzo de Almagro.
Tras obtener las semifinales del Torneo Transición 2020 con la institución cuerva, firma a comienzos del 2021 con el Club Atlético Huracán.
A principios de febrero de 2024 fichó el Club Universidad de Chile.

## Selección nacional
El 8 de julio de 2023 es confirmada dentro de la lista de 23 convocadas para la Copa Mundial Femenina de Fútbol de 2023, con la particularidad de no haber disputado ningún partido hasta ese momento para el seleccionado mayor.

#### Participaciones en Copas del Mundo
| Mundial                                 | Sede                     | Resultado      | Partidos | GR |
| --------------------------------------- | ------------------------ | -------------- | -------- | -- |
| Copa Mundial Femenina de Fútbol de 2023 | Australia/ Nueva Zelanda | Fase de grupos | 0        | 0  |

### Estadísticas
Datos actualizados al último partido jugado el 1 de agosto de 2025.
| Selección | Año   | Amistoso | Amistoso | Copa América | Copa América | Total | Total |
| Selección | Año   | PJ       | G        | PJ           | G            | PJ    | G     |
| --------- | ----- | -------- | -------- | ------------ | ------------ | ----- | ----- |
| Argentina |       |          |          |              |              |       |       |
| 2025      | 1     | 0        | 1        | 0            | 2            | 0     |       |
| Total     | Total | 1        | 0        | 1            | 0            | 2     | 0     |

## Clubes
| Club                 | País      | Año           |
| -------------------- | --------- | ------------- |
| Boca Juniors         | Argentina | 2016-2020     |
| San Lorenzo          | Argentina | 2020-2021     |
| Huracán              | Argentina | 2021-2024     |
| Universidad de Chile | Chile     | 2024-presente |